# Union pour la Tunisie
Ne pas confondre avec l'association française Uni*T, Union pour la Tunisie.
L'Union pour la Tunisie (arabe : الإتحاد من أجل تونس) est une coalition politique et électorale tunisienne regroupant deux partis politiques du centre et de la gauche modérée.

## Histoire
Après la circulation de rumeurs à propos de la création d'une coalition, celle-ci est officiellement annoncée le 7 décembre 2012 par Béji Caïd Essebsi et fondée le 29 janvier 2013 par Nidaa Tounes (bourguibiste), Al Joumhouri (centre démocrate-libéral) et la Voie démocratique et sociale (gauche sociale-démocrate), rejoints dès le 2 février par le Parti socialiste et le Parti du travail patriotique et démocratique (gauche socialiste).
Le soir même de sa création, Imed Daïmi, directeur du cabinet présidentiel, critique la coalition, déclarant qu'elle regroupe les membres de la coalition de Mohamed Ghannouchi qui a participé à son deuxième gouvernement, le 17 janvier 2011. Il déclare aussi que ce front demeure fragile car ses composantes ne sont pas homogènes et liées uniquement par des intérêts qui vont se contredire.
Taïeb Baccouche, secrétaire général de Nidaa Tounes, propose au Front populaire, coalition de dix partis de la gauche radicale, panarabe et écologiste, de rejoindre la coalition, ce qu'il refuse le 31 janvier par la voix de son porte-parole, Hamma Hammami, déclarant le 15 mars que les deux partis sont ouvertement contre la troïka, mais ne partage ni leurs opinions ni leurs programmes.
Le 29 décembre 2013, Al Joumhouri annonce son retrait en raison de divergences avec Nidaa Tounes. En juin 2014, Nidaa Tounes annonce présenter ses propres listes aux élections de l'automne, tout comme le Parti socialiste en août.

## Candidat à la présidentielle
Caïd Essebsi annonce le 2 mars 2013 à Ksar Hellal, à la suite de tentatives de faire échouer cette union, qu'elle est le prolongement du mouvement destourien.
Le même Caïd Essebsi confirme officiellement, lors d'une interview accordée le 28 avril 2013 sur Nessma, sa décision de se porter candidat à la prochaine élection présidentielle et cela malgré la limitation de l’âge des candidats à 75 ans, ce à quoi il répond que plusieurs hommes politiques de son âge et même plus âgés que lui ont été élus à la magistrature suprême en Allemagne et en Italie ; il déclare que la limitation d’âge pour les candidats à la présidentielle, qui n’existe dans aucun pays démocratique, est une loi crée sous le régime Ben Ali. Quant à une éventuelle nomination au poste de chef du gouvernement, il déclare que ce poste devrait être occupé par Ahmed Néjib Chebbi.
Lors d'une interview accordée au journal Le Maghreb, le 8 mai 2013, Yassine Brahim déclare que Chebbi serait le meilleur candidat à la présidentielle pour la coalition. Il déclare aussi que l'on devrait procéder à des primaires au sein de l’Union pour la Tunisie pour choisir un unique candidat. Maya Jribi, secrétaire générale d'Al Joumhouri, s'exprime sur les ondes d’Express FM le 17 mai 2013, y soutenant aussi la candidature de Chebbi et déclarant que la coalition doit présenter un seul candidat et donc organiser des primaires.
À la suite du meurtre de Mohamed Brahmi ainsi qu'aux manifestations au Bardo réclamant la dissolution de l'assemblée constituante et du gouvernement, la troïka et l'opposition tentent de trouver un consensus. Dans ce contexte, Caïd Essebi et Rached Ghannouchi, leader d'Ennahdha, se rencontrent à Paris le 14 août et s'entendent pour remplacer le président Moncef Marzouki par Béji Caïd Essebsi et former un gouvernement composé de technocrates et d'hommes politiques.

## Résultats électoraux
| Année | Voix   | %      | Rang | Sièges  | Gouvernements       |
| ----- | ------ | ------ | ---- | ------- | ------------------- |
| 2014  | 27 802 | 0,82 % | 11e  | 0 / 217 | Extra-parlementaire |